# Lupoaia (okręg Sălaj)
Lupoaia – wieś w Rumunii, w okręgu Sălaj, w gminie Creaca. W 2011 roku liczyła 316 mieszkańców.